# Zenna Henderson
Pour les articles homonymes, voir Henderson.
Zenna Henderson, née Chlarson le 1er novembre 1917 à Tucson en Arizona et morte le 11 mai 1983 à Tucson, est une écrivaine américaine de science-fiction et fantasy.

## Biographie
Zena Chlarson (elle utilisera l'orthographe « Zenna » à partir du début des années 1950) naît le  1er novembre 1917 à Tucson en Arizona. Elle est la fille aînée des cinq enfants de Louis Rudolph Chlarson and Emily Vernell Rowley. Dès l'âge de douze ans, elle commence à lire de la science fiction dans des magazines comme Astounding Stories, Amazing Stories ou de la fantasy dans Weird Tales. Ses auteurs préférés sont alors Jules Verne, Robert Heinlein, Ray Bradbury, Hal Clement et Isaac Asimov.
Elle obtient un bachelor of arts en sciences de l'éducation de l'Arizona State College en 1940 et enseigne dans des écoles élémentaires autour de Tucson, à Fort Huachuca, dans le camp d'internement japonais de Rivers en Arizona pendant la seconde guerre mondiale, en France (1956-1958), dans le Connecticut (1958-1959). En 1943, elle épouse Harry Henderson mais le couple divorce en 1951. En 1955, elle reçoit son Master of Arts de l'Arizona State College.
Entre 1926 et 1960, Henderson est l'une des premières femmes auteur de science fiction à publier dans des magazines américains spécialisés. Contrairement à beaucoup de ses consœurs, elle n'utilise pas de pseudonyme masculin. Sa première histoire est publiée en 1951 dans The Magazine of Fantasy & Science Fiction. Son œuvre est qualifiée de pré-féministe.
Henderson est baptisée et élevée dans la religion mormone mais, après son mariage, elle n'est plus pratiquante. D'après Science Fiction and Fantasy Literature, Volume 2, elle est membre de l'église méthodiste Catalina de Tucson. À la fin de sa vie, elle rejoint le Christianisme charismatique. Son œuvre contient de nombreux thèmes chrétiens et références bibliques. Les personnages récurrents de ses histoires sont Les Gens, des extraterrestres qui voyagent vers la Terre, leur «terre promise». Ils invoquent Dieu comme «le Pouvoir, la Présence et le Nom».
Elle meurt d'un cancer le 11 mai 1983 à Tucson. Elle est enterrée au cimetière St David.

## Adaptations
La nouvelle Pottage est adaptée en 1972 à la télévision par ABC-TV Movie et devient The People avec William Shatner, Kim Darby, et Diane Varsi. Le téléfilm raconte l'histoire d'un groupe d'humanoïdes extraterrestres vivant dans une communauté rurale isolée sur terre.
La nouvelle Hush est adaptée dans un épisode de 1988 de la série télévisée Darkside, les contes de la nuit noire de George A. Romero.

## Récompenses
Henderson est nommée aux Hugo Award en 1959 pour sa nouvelle Captivity.
La réédition de Ingathering: The Complete People Stories obtient la seconde place du Locus Award en 1996.

## Œuvres (extrait)
- Les orphelins (Nouvelle dans la Revue Fiction N°57, 1958)
- Pilgrimage: The Book of the People, 1961[13]
- Tournez la page (Nouvelle dans la Revue Fiction N°104, 1962)
- Le départ (Nouvelle dans la Revue Fiction N°122, 1964)
- Le dernier pas (Nouvelle dans la Revue Fiction N°126, 1964)
- The Anything Box, 1965
- The People: No Different Flesh, 1967
- Holding Wonder, 1971
- The people collection, Corgi, 1991 (ISBN 0-552-13659-X et 978-0-552-13659-4, OCLC 59969964, lire en ligne)
- Zenna Henderson et Priscilla Olson, Ingathering : the complete People stories of Zenna Henderson, NESFA Press, 1995 (ISBN 978-0-915368-58-7, OCLC 32812145)
- Believing: The Other Stories of Zenna Henderson: 2020, NESFA Press,  (ISBN 978-1-61037-338-8)